# 朱比特傳奇
《朱比特傳奇》是一部美國超級英雄網路影集，改編自馬克·米勒和法蘭克·奎特利的漫畫系列《朱比特傳奇》，由史蒂芬·S·迪奈特創作本劇，於2021年5月7日在Netflix首播。本劇由佐舒·杜咸米爾、班·丹尼爾斯、蕾絲莉·畢柏、愛琳娜·坎普里斯、安德魯·霍爾頓、邁克·韋德和馬特·蘭特爾等人主演。2021年6月，本劇在第一季後被取消。

## 劇情
《朱比特傳奇》講述世界上第一批超級英雄的故事，他們在1930年代獲得了超能力。在今天，他們是受人尊敬的年老守護者，但他們的子女卻掙扎著生存於父母們的傳奇功績下。

## 演員

### 主要角色
- 佐舒·杜咸米爾 飾 謝爾頓·桑普森（Sheldon Sampson）/ 烏托比恩（The Utopian）- 格蕾斯的丈夫，華特的弟弟，超級英雄團隊「正義同盟」的領導人，他是超人原型，具有相似的力量和道德感。
- 班·丹尼爾斯 飾 華特·桑普森（Walter Sampson）/ 腦波（Brainwave）- 謝爾頓的哥哥，擁有靈能（英语：Psionics）能力，以及飛行和超能力。
- 蕾絲莉·畢柏（英语：Leslie Bibb） 飾 格蕾斯·甘迺迪·桑普森（Grace Kennedy-Sampson）/ 自由女神（Lady Liberty）- 謝爾頓的妻子，同時也是地球上最強大的英雄之一。
- 安德魯·霍爾頓 飾 布蘭登·桑普森（Brandon Sampson）/ 賢者（The Paragon）- 格蕾斯和謝爾頓的兒子，他努力滿足父親的期望。
- 愛琳娜·坎普里斯（英语：Elena Kampouris） 飾 克蘿伊·桑普森（Chloe Sampson）- 格蕾斯和謝爾頓叛逆的女兒，沉迷於毒品和模特兒的生活。
- 邁克·韋德 飾 費茲·施莫（Fitz Small）/ 烈焰（The Flare）- 同盟最有價值的成員之一，擁有飛行能力並且可以操縱能量，現在是一名退休的截癱患者。
- 馬特·蘭特爾 飾 喬治·哈欽斯（George Hutchenc）/ 天狐（Skyfox）- 謝爾頓最親密的朋友和隊友，在違反律條後轉而反對同盟。

### 常駐角色
- 葛瑞絲·達斯恩妮（英语：Gracie Dzienny） 飾 紅寶石（Ruby Red）
- 泰勒·明（英语：Tyler Mane） 飾 黑星（Blackstar）
- 妲妮嘉·戴維斯（英语：Tenika Davis） 飾 佩特拉·施莫（Fitz Small）/ 烈焰二世（The Flare II）
- 泰隆·班斯金（英语：Tyrone Benskin） 飾 威利·施莫（Willie Small）
- 梅格·錢伯斯·斯蒂德爾 飾 珍（Jane）
- 理查德·布雷克本 飾 切斯特·桑普森（Chester Sampson）
- 伊恩·昆蘭 飾 哈契·哈欽斯（Hutch Hutchenc）
- 艾莎·恩提巴里庫爾 飾 席亞拉（Sierra） / 外部體（Ectoplex）
- 大衛·儒利安·赫什 飾 理查·康拉德（Richard Conrad）/ 藍色閃電（Blue Bolt）
- 康瑞德·寇茲（英语：Conrad Coates） 飾 包格斯船長（Captain Borges）

### 客串角色
- 莎朗·貝爾（英语：Sharon Belle） 飾 鐵蘭花（Iron Orchid）
- 史蒂芬·奧楊（英语：Stephen Oyoung） 飾 貝瑞（Barry）/ 地殼（Tectonic）
- 格雷格·洛（英语：Gregg Lowe） 飾 布里格斯（Briggs）/ 火拳（Flaming Fist）
- 凱瑟琳·戴維斯 飾 薇拉（Vera）/ 殆盡（Phase Out）
- 亨柏莉·岡薩雷斯 飾 蓋比艾拉（Gabriella）/ 微中子（Neutrino）
- 傑斯·薩爾格羅（英语：Jess Salgueiro） 飾 賈辛妲（Jacinda）/ 震盪波（Shockwave）
- 摩根·大衛·瓊斯 飾 傑克·佛斯特（Jack Frost）
- 卡拉·洛伊斯特 飾 珍娜·卡拉芙特（Janna Croft）/ 幽靈光束（Ghost Beam）
- 羅伯特·梅耶（英语：Robert Maillet） 飾 老大（Big Man）
- 寇特伍德·史密斯（英语：Kurtwood Smith） 飾 老人米勒（Old Man Miller）
- 佛朗哥·洛·普瑞絲蒂 飾 時光之痕（Nick of Time）
- 傑克·路易斯 飾 傑（Jay）/ 火山（Volcaner）
- 保羅·阿莫斯（英语：Paul Amos） 飾 巴納貝斯·沃夫博士（Dr. Barnabas Wolfe）
- 尼格爾·班尼特（英语：Nigel Bennett） 飾 傑克·霍布斯醫生（Dr. Jack Hobbs）
- 唐嘉壕和米卡·卡恩斯 飾 重子俠（Baryon）
- 安娜·艾卡娜 飾 雷光·桑普森（Raikou Sampson）

## 集數
| 集數 | 標題                                             | 導演                | 編劇                 | 首播日期     |
| --- | ------------------------------------------------ | ------------------- | -------------------- | ------------ |
| 1 | 在曙光之下 By Dawn's Early Light                 | 史蒂芬·S·迪奈特     | 史蒂芬·S·迪奈特      | 2021年5月7日 |
| 現在：布蘭登和克蘿伊，謝爾頓的成年孩子，努力不辜負他們父親作為超級英雄並被稱為「正義同盟」的遺產。當克蘿伊過著享樂主義的生活方式時，布蘭登為了拯救他的朋友和父母的生命而殺死了一個越獄名叫黑星的超級反派，引發了關於殺死超級反派的倫理問題的爭論。 過去：1929年，謝爾頓和華特·桑普森兄弟協助經營他們父親的鋼鐵公司。公司倒閉後，他們的父親自殺了。                                                                                     |                                                  |                     |                      |              |
| 2 | 紙和石頭 Paper and Stone                         | 史蒂芬·S·迪奈特     | 亨利·G·M·瓊斯        | 2021年5月7日 |
| 現在：對布蘭登違反了他嚴格的道德律條感到不安，謝爾頓試圖說服年輕的超級英雄和公眾他的律條仍然適用。黑星的支持者透過變得更加暴力來報復超級英雄，儘管布蘭登殺死了一個克隆人，而不是真正的黑星。 過去：記者格蕾斯·甘迺迪揭露謝爾頓深愛的父親是一名貪污者，從他的員工（包括一個名叫費茲·施莫的黑人）那裡偷錢，這激怒了謝爾頓。在父親的葬禮上，謝爾頓癲癇發作後住院治療，並被神秘島嶼的幻象所困擾。                                          |                                                  |                     |                      |              |
| 3 | 替烏雲漆上陽光 Painting the Clouds With Sunshine | 克里斯托福·J·伯恩   | 莫雷尼克·巴洛貢·科赫 | 2021年5月7日 |
| 現在：一夥欠超級反派老大的盜賊進行了一系列搶劫。在醉酒昏迷中，克蘿伊不小心阻止了他們的一次搶劫並搶走了他們的戰利品。盜賊首領哈契為了救自己和他的朋友而殺死了老大，然後利用老大的資源來取回可能是強大武器的東西。 過去：葬禮結束後，謝爾頓的家人和朋友開始擔心他的精神狀態似乎不斷惡化。謝爾頓最好的朋友和樂觀的花花公子喬治·哈欽斯在自己的財務逆轉中努力幫助他。                                                                       |                                                  |                     |                      |              |
| 4 | 魔鬼盡在人間 All the Devils Are Here             | 克里斯托福·J·伯恩   | 阿克拉·庫珀          | 2021年5月7日 |
| 現在：克蘿伊因上次代言而被解僱，並因沒有幫助打擊黑星而受到她以前朋友的批評，她進一步沉迷於毒癮和派對。 過去：謝爾頓拋棄了他的未婚夫珍去追隨他的幻像。在被大蕭條蹂躪的堪薩斯小鎮的途中，謝爾頓遇到了患有類似幻覺的米勒老人。在自殺之前，米勒警告謝爾頓不要在他的幻像中聽從死去的親人的建議。 |                                                  |                     |                      |              |
| 5 | 不然何必呢？ What's the Use?                     | 夏洛特·布蘭斯特羅姆 | 凱特·巴諾            | 2021年5月7日 |
| 現在：謝爾頓對他執行律條的方法產生了懷疑。有證據表明，黑星的克隆人可能是喬治創造的，喬治幾年前在叛變後消失了。哈契和克蘿伊成為情侶，但謝爾頓質疑哈契關於他父親的事。 過去：在謝爾頓的幻像的鼓舞下，他說服華特、喬治、格蕾斯、費茲和其他幾個人在1933年與他一起前往島上。 |                                                  |                     |                      |              |
| 6 | 掩上她的臉 Cover Her Face                        | 夏洛特·布蘭斯特羅姆 | 金相圭               | 2021年5月7日 |
| 現在：當布蘭登在為他當下行為的道德而苦苦掙扎時，格蕾斯差點殺了殺死克蘿伊朋友幽靈光束的超級反派重子俠。 過去：在漫長的海上航行中，謝爾頓的怪癖讓他的同伴質疑他的理智。當他們試圖返回時，謝爾頓從沉船中救出理查·康拉德並帶領他們穿過危險的風暴到達一個島嶼，這一切都在他的幻像中看到了。 |                                                  |                     |                      |              |
| 7 | 人人為我 Omnes Pro Uno                           | 馬爾克·約斯特       | 朱莉亞·庫柏曼        | 2021年5月7日 |
| 現在：格蕾斯否決了謝爾頓，並迫使華特招募他的女兒雷光，一名刺客，協助透過心靈感應在黑星克隆人的大腦中尋找線索。謝爾頓開始擔心超級英雄之間的分歧可能導致放棄律條和殘酷的威權主義。 過去：謝爾頓帶領團隊前往島上，在那裡他們被推到了身體和情感的極限。他們差點自相殘殺，直到格蕾斯意識到這是對他們價值的考驗。這個團體被他們所愛的人的鬼魂宣佈為有價值的，並被賦予了超能力。                                                              |                                                  |                     |                      |              |
| 8 | 一切的結束 How it All Ends                       | 馬爾克·約斯特       | 史蒂芬·S·迪奈特      | 2021年5月7日 |
| 真正的黑星逃離了他的牢房，劫持了布蘭登為人質，並迫使謝爾頓在堅持他的律條或拯救他的兒子之間做出選擇。當謝爾頓猶豫時，費茲的女兒佩特拉分散了黑星的注意力。布蘭登戰勝了黑星並狠狠地毆打了他，但他在父親的暗示下停止了行動。華特被困在黑星克隆人的腦海中，喬治憤怒地指責他讓其他人反對他。在喬治殺死華特之前，格蕾斯透過心靈感應加入了華特並救了他。他們逃脫後，華特與雷光對峙並殺死了她以保守秘密；他創造了黑星的分身，放走了真正的黑星。 |                                                  |                     |                      |              |

## 製作

### 發展
2018年7月17日，Netflix宣布已向該劇訂購了第一季共八集。該劇由史蒂芬·S·迪奈特開發，他與洛倫佐·迪·波納文圖拉和丹·麥達莫一起被認為是執行製作人。2019年9月16日，經證實，迪奈特在第一季的製作過程中因創作差異而離開本劇擔任節目統籌 。2019年11月，在迪奈特退出本劇之後，宣布金相圭將接任節目統籌。
2021年5月9日，本劇原創馬克·米勒向《Comicbook.com》網站透露對系列第二季以及外傳的潛在規劃，他表示「我們知道接下來要怎麼走，畢竟漫畫原著就是很好的範本。這些漫畫都放在那邊等著我們，所以我們有一個很粗略的計劃。但我們知道，一切都得視觀眾是否會作出我們所預期的反應，但我們對此很有信心。」。6月2日，據報導，由於演員陣容已經發布，本劇將不會是繼續進行的系列。被認為是執行製作人的馬克·米勒也表示，他相信他們會「之後再回歸」。預算衝突以及在製作中途用金取代奈特擔任節目統籌是該據決定放棄第二季的一些因素。

### 選角
2019年2月，宣布佐舒·杜咸米爾、班·丹尼爾斯、蕾絲莉·畢柏、愛琳娜·坎普里斯、安德魯·霍爾頓、邁克·韋德和馬特·蘭特爾將出演本劇。2019年4月，據報導，妲妮嘉·戴維斯已出演常駐角色。2019年8月，有報導稱唐嘉壕被選為超級反派。2020年9月，安娜·艾卡娜出演了一個常駐角色。

### 拍攝
第一季的主要拍攝計劃於2019年5月開始。第一季的拍攝於2019 年7月2日在多倫多開始，並於2020年1月24日結束。在2021年1月舉行額外的重拍。

## 發行
2021年2月24日，發布了該劇的前導預告片。2021年4月7日，Netflix發布了該系劇的官方預告片。該劇的官方預告片以英國歌手山姆·芬德爾的「Play God」為背景音樂。該劇於2021年5月7日首播。

## 評價

### 專業評論
在匯總媒體爛番茄上根據了52條評論，本劇共獲得38%的新鮮度，平均評分為 5.3/10。 該網站的共識指出：「儘管有一些真正史詩般的戰鬥，但《朱比特傳奇》的劇情實在是過於繁複了，而且進展緩慢，無法獲得許多敘事衝擊。」，根據匯總媒體Metacritic的說法，該劇基於15條評論家評論，在100分中得到45分的加權平均分數，代表「好壞參半」。
《IGN》的大衛·格里芬（David Griffin）將《朱比特傳奇》描述為良好，將其評為7分（滿分10分），並寫道它「提供了大量令人興奮的超級英雄動作、引人入勝的故事和令人難忘的角色」。
Youtube頻道《超越預告片》的格蕾絲·蘭多夫稱讚該劇的表現，強調愛琳娜·坎普里斯飾演的角色克蘿伊，稱「她覺得它被從頁面上撕掉了」。

### 收視率
《朱比特傳奇》是2021年5月3日至9日這一周內所有串流媒體中收視率最高的節目，根據AC尼爾森的數據，整季的觀看時間為6.96億分鐘。亞軍是《使女的故事》，總時長為6.9億分鐘。 然而，該劇的排名低於Netflix上的一部主要劇集《太陽召喚》的首映場，該劇在上映的周末獲得了7.21億分鐘的收視率。
《朱比特傳奇》在2021年5月10日至16日這一周也位居榜首，觀看時長為10.19億分鐘。緊隨其後的是《創業公司》，獲得了7.6億分鐘的觀看時間。該劇收視率在5月17日至23日這一周下降了60%，觀看時間為4.05億分鐘。該劇是線上觀看量第三高的原創影集 ，並在包括電影和電視節目在內的收視排名中佔據了第十位。
在5月24日至30日的一周內，該劇在節目的收視排行榜中排名第7，觀看時長為2.14億分鐘。

## 外部連結
- 在Netflix上觀看《朱比特傳奇》
- 互联网电影数据库（IMDb）上《朱比特傳奇》的资料（英文）
- 豆瓣电影上《朱比特傳奇》的資料 （简体中文）